# Prosena arcuata
Prosena arcuata är en tvåvingeart som beskrevs av Malloch 1932. Prosena arcuata ingår i släktet Prosena och familjen parasitflugor. Inga underarter finns listade i Catalogue of Life.